# RTCN Kozłowiec
Radiowo-Telewizyjne Centrum Nadawcze w Kozłowcu – centrum nadawcze znajdujące się w miejscowości Przysucha w woj. mazowieckim. Zasięgiem obejmuje południową część tego województwa.

## Parametry[1]
- Wysokość posadowienia podpory anteny: 310 m n.p.m.
- Wysokość zawieszenia systemów antenowych: Radio: 160, TV: 195 m, Przemiennik: 120m n.p.t.

## Transmitowane programy

### Nienadawane analogowe programy telewizyjne
Sygnał analogowy został wyłączony 17 czerwca 2013 roku.
| LP | Program               | Właściciel                                | Kanał | Częstotliwość | Moc    | Polaryzacja | Charakterystyka promieniowania | Stereo NICAM |
| -- | --------------------- | ----------------------------------------- | ----- | ------------- | ------ | ----------- | ------------------------------ | ------------ |
| 1  | TVP2                  | Telewizja Polska S.A.                     | 30    | 543,25 MHz    | 100 kW | pozioma     | dookólna                       | tak          |
| 2  | TVP1                  | Telewizja Polska S.A.                     | 47    | 679,25 MHz    | 100 kW | pozioma     | dookólna                       | tak          |
| 3  | TVP Info/TVP Warszawa | Telewizja Polska S.A. Oddział w Warszawie | 57    | 759,25 MHz    | 100 kW | pozioma     | dookólna                       | tak          |
| 4  | Polsat                | Telewizja Polsat Sp. z o.o.               | 60    | 783,25 MHz    | 100 kW | pozioma     | dookólna                       | tak          |

### Programy radiowe
| LP | Program                  | Właściciel           | Częstotliwość | Moc   | Polaryzacja | Charakterystyka promieniowania |
| -- | ------------------------ | -------------------- | ------------- | ----- | ----------- | ------------------------------ |
| 1  | Polskie Radio Program I  | Polskie Radio S.A.   | 92,00 MHz     | 10 kW | pozioma     | dookólna                       |
| 2  | Radio Zet                | Radio Zet Sp. z o.o. | 102,90 MHz    | 12 kW | pozioma     | dookólna                       |
| 3  | Polskie Radio Program II | Polskie Radio S.A.   | 104,80 MHz    | 10 kW | pozioma     | dookólna                       |

### Programy telewizyjne - cyfrowe[2]
| Nazwa multipleksu | Częstotliwość (MHz) | Kanał | Moc (kW) | Polaryzacja | Charakterystyka promieniowania | Standard nadawania | Kompresja | Data uruchomienia nadajnika |
| ----------------- | ------------------- | ----- | -------- | ----------- | ------------------------------ | ------------------ | --------- | --------------------------- |
| MUX 1             | 546 MHz             | 30    | 50 kW    | pozioma (H) | dookólna (ND)                  | DVB-T2             | HEVC      | 11 maja 2012                |
| MUX 2             | 658 MHz             | 44    | 50 kW    | pozioma (H) | dookólna (ND)                  | DVB-T2             | HEVC      | 11 lipca 2011               |
| MUX 3 (Łódź)      | 514 MHz             | 26    | 25 kW    | pozioma (H) | dookólna (ND)                  | DVB-T2             | HEVC      | 17 czerwca 2013             |
| MUX 3 (Kielce)    | 682 MHz             | 47    | 10 kW    | pozioma (H) | kierunkowa (D)                 | DVB-T2             | HEVC      | 3 lipca 2023                |
| MUX 4             | 642 MHz             | 42    | 50 kW    | pozioma (H) | dookólna (ND)                  | DVB-T2             | HEVC      | 30 czerwca 2021             |
| MUX 6             | 530 MHz             | 28    | 50 kW    | pozioma (H) | dookólna (ND)                  | DVB-T2             | HEVC      | 28 kwietnia 2021            |
| MUX 8             | 198,5 MHz           | 8     | 15,5 kW  | pionowa (V) | kierunkowa (D)                 | DVB-T              | MPEG-4    | 25 października 2016        |

### Przemienniki amatorskie
| Znak przemiennika | Częstotliwość | Offset   | Moc nadajnika | Polaryzacja | Tryb pracy przemiennika | Aktywowanie    |
| ----------------- | ------------- | -------- | ------------- | ----------- | ----------------------- | -------------- |
| SR5RK             | 438.750 MHz   | -7.6 MHz | 15W           | pionowa     | FM + D-STAR/DV          | CTCSS 118.8 Hz |